# Morley-i Dániel
Morley-i Dániel (latinul: Daniel Morilegus, Morlanesis, angolul: Daniel of Morley), (1140 körül – 1210 körül) középkori angol filozófus.
A toledoi fordítók közé tartozott. Egy Liber de naturis inferiorum et superiorum című művet szerkesztett, amelyben felhasználta Arisztotelész több írását (De naturali auditu, De caelo et mundo, és De sensu et senato).